# Canal Provincial
Canal Provincial (también conocido como Señal Provincial y anteriormente conocido como Canal 11 Provincial de Telered) es un canal de televisión argentino, perteneciente al grupo cableoperador TeleRed, cuyo contenido es de programación local, el cual se recibe solamente a través del cable en la frecuencia 2 según resolución de AFSCA que permite reordenar la grilla de canales.
De lunes a viernes a las 12:00 emite en simultáneo con Argentinísima Satelital para todo el país, Noticiero federal con la conducción del periodista José Cuello, y a las 19:00 Noticias de la región.
Transmite para las ciudades de San Miguel, José C. Paz, Malvinas Argentinas, Pilar, Escobar, Mercedes, Mercedes (Corrientes), Suipacha, Chivilcoy, Moreno, Luján, General Rodríguez, Morón, Tigre, Hurlingham, Lima,   Zárate, Lincoln, Capitán Sarmiento, Tres de Febrero y San Nicolás de los Arroyos, por lo que la empresa propietaria del canal tiene estas ciudades como áreas de cobertura.